# 大韩圣公会江华圣堂
大韩圣公会江华圣堂（韓語：대한성공회 강화성당）是大韓聖公會首爾教區的一座主教座堂，位于韩国仁川廣域市江华郡。这是韩国的第一座韩式教堂，也是江华岛上的第一座教堂 ，于1900年11月15日建成。2001年1月4日列为大韩民国第424号史蹟。

## 历史
1896年，第一批韩国人在江华受洗。大韩圣公会的第一任主教高汉（Charles John Corfe），于1900年11月15日完成这座教堂。这是韩国最古老的圣公会教堂，第一位韩国圣公会牧师金喜俊，于1915年在此按立牧师。他的韩文按立文书还保存在教堂里。

## 建筑
教堂内部属于巴西里卡式，而韩式外观类似于典型的佛教寺庙，体现了圣公会的本土化。教堂的匾额用中文写着“天主圣殿”字样。